# Brooks M. Burr
Brooks Milo Burr (* 15. August 1949 in Toledo, Ohio) ist ein US-amerikanischer Ichthyologe, Ökologe und emeritierter Professor an der Southern Illinois University Carbondale.

## Leben
Burr erlangte 1971 nach seinem Grundstudium den Bachelor of Arts am Greenville College, wo er bis 1972 als Laborreferent in Biologie tätig war. Anschließend wechselte er an die University of Illinois at Urbana-Champaign, wo er 1974 seinen Master of Science erhielt und 1977 mit der Dissertation Systematics of the North American percid fishes of the subgenus Microperca, genus Etheostoma unter der Leitung von Philip W. Smith zum Ph.D. in Zoologie promoviert wurde. Von 1972 bis 1977 war er wissenschaftlicher Assistent am Illinois Natural History Survey. Von 1977 bis 1987 war er zunächst Assistant Professor und dann außerordentlicher Professor an der Southern Illinois University. Von 1983 bis 1984 war er wissenschaftlicher Mitarbeiter und Gastprofessor für Ichthyologie am Instite of Marine Sciences der University of North Carolina at Chapel Hill. Von 1984 bis 1988 sowie im Jahr 1994 war er Leiter der Graduiertenstudiengänge in Zoologie an der Southern Illinois University. 1987 wurde er ordentlicher Professor in Zoologie an der Southern Illinois University. Seit 1988 ist er wissenschaftlicher Mitarbeiter am Illinois Natural History Survey. Von 1990 bis 1991 war er Gastprofessor und wissenschaftlicher Mitarbeiter an der biologischen Abteilung der University of New Mexico in Albuquerque. 1994 wurde er Lehrbeauftragter an der Abteilung für Ökologie der University of Illinois.
Burr widmet sich der Systematik, Ökologie, Geographie und Naturschutzbiologie der nordamerikanischen und neotropischen Süßwasserfische. Weitere Forschungsthemen sind die Ichthyofauna von Kentucky sowie die Biologie der Katzenwelse (Ictaluridae).

## Mitgliedschaften und Ehrungen
Burr ist Mitglied der American Society of Ichthyologists and Herpetologists, wo er von 1990 bis 1994 Sekretär und 2001 Präsident war,  der Society of Systematic Zoology, der American Fisheries Society, der American Association for the Advancement of Science (AAAS) sowie der  Association of Systematics Collections (ASC). 1990 wurde er mit dem Leo Kaplan Memorial Research Award von Sigma Xi und 2002 als herausragender Forscher von der Gesellschaft Phi Kappa Phi geehrt.

## Erstbeschreibungen von Brooks M. Burr
- Campostoma pauciradii Burr & Cashner, 1983
- Cottus specus Adams & Burr, 2013
- Cycleptus meridionalis Burr & Mayden, 1999
- Etheostoma baileyi Page & Burr, 1982
- Etheostoma barrenense Burr & Page, 1982
- Etheostoma lawrencei Ceas & Burr, 2002
- Etheostoma rafinesquei Burr & Page, 1982
- Etheostoma sequatchiense Burr, 1979
- Notropis albizonatus Warren & Burr, 1994
- Noturus crypticus Burr, Eisenhour & Grady, 2005
- Noturus fasciatus Burr, Eisenhour & Grady, 2005
- Noturus gladiator Thomas & Burr, 2004
- Percina stictogaster Burr & Page, 1993
- Pseudoplatystoma magdaleniatum Buitrago-Suárez & Burr, 2007
- Pseudoplatystoma metaense Buitrago-Suárez & Burr, 2007
- Pseudoplatystoma orinocoense Buitrago-Suárez & Burr, 2007
- Sorubim cuspicaudus Littmann, Burr & Nass, 2000
- Sorubim elongatus Littmann, Burr, Schmidt & Isern, 2001
- Sorubim maniradii Littmann, Burr & Buitrago-Suarez, 2001

## Schriften
- mit Lawrence M. Page: The life history of the slabrock darter: Etheostoma smithi, in Ferguson Creek, Kentucky, 1976
- The bantam sunfish, Lepomis symmetricus : systematics and distribution, and life history in Wolf Lake, Illinois, 1977
- mit Lawrence M. Page: The Life History of the Least Darter, Etheostoma microperca, in the Iroquois River, Illinois, 1979
- mit Kevin S. Cummings: The life history of the mud darter, Etheostoma asprigene, in Lake Creek, Illinois, 1984
- mit Melvin L. Warren, Jr.: A Distributional Atlas of Kentucky Fishes, 1986
- mit Lawrence M. Page: A Gield Guide to Freshwater fishes: North America north of Mexico, 1991 (2. Auflage als Peterson Field Guide to Freshwater Fishes: North America north of Mexico, 2011)
- mit Melvin L. Warren, Jr.: Freshwater Fishes of North America – Band 1: Petromyzontidae to Catostomidae, 2014
- mit Melvin L. Warren, Jr.: Freshwater Fishes of North America – Band 2: Characidae to Poeciliidae, 2020